# Harald Berggren
Gustaf Harald Berggren, född 11 juli 1891 i Stockholm, död 21 maj 1958, var en svensk jurist.
Harald Berggren avlade juris kandidatexamen vid Stockholms högskola 1912 och blev amanuens i Ecklesiastikdepartementet 1914. Han var kansliråd 1933–1956 och chef för departementets kyrkobyrå 1930–1956. Berggren var notarie vid första kammarens kansli 1914–1922 och första kammarens sekreterare 1923–1958. Han fungerade också som sekreterare i allmänna kyrkomötet 1925–1958.
Han satt i styrelserna för Stiftelsen Carl och Olga Milles Lidingöhem och Sunnerdahls praktiska ungdomsskola.